# Massanes (Gard)
Pour les articles homonymes, voir Massanes.
Massanes est une commune française située dans le centre du département du Gard en région Occitanie.
Exposée à un climat méditerranéen, elle est drainée par le Gard, l'Allarenque et par un autre cours d'eau. La commune possède un patrimoine naturel remarquable composé de deux zones naturelles d'intérêt écologique, faunistique et floristique.
Massanes est une commune rurale qui compte 195 habitants en 2022, après avoir connu une forte hausse de la population depuis 1975.  Elle fait partie de l'aire d'attraction d'Alès. Ses habitants sont appelés les Massanais ou  Massanaises.

## Géographie
|        | Ribaute-les-Tavernes |             |
| Cardet | Massanes             | Cassagnoles |
|        | Cassagnoles          | Cassagnoles |

### Localisation
Village isolé surplombant la vallée du Gardon. C'est la commune du Gard ayant la plus faible superficie communale (164 hectares).

### Climat
Pour des articles plus généraux, voir Climat de l'Occitanie et Climat du Gard.
En 2010, le climat de la commune est de type climat méditerranéen franc, selon une étude s'appuyant sur une série de données couvrant la période 1971-2000. En 2020, Météo-France publie une typologie des climats de la France métropolitaine dans laquelle la commune est exposée à un climat méditerranéen et est dans la région climatique Provence, Languedoc-Roussillon, caractérisée par une pluviométrie faible en été, un très bon ensoleillement (2 600 h/an), un été chaud (21,5 °C), un air très sec en été, sec en toutes saisons, des vents forts (fréquence de 40 à 50 % de vents > 5 m/s) et peu de brouillards.
Pour la période 1971-2000, la température annuelle moyenne est de 13,9 °C, avec une amplitude thermique annuelle de 18,1 °C. Le cumul annuel moyen de précipitations est de 943 mm, avec 6,6 jours de précipitations en janvier et 3,2 jours en juillet. Pour la période 1991-2020, la température moyenne annuelle observée sur la station météorologique la plus proche, située sur la commune de Cardet à 3 km à vol d'oiseau, est de 14,6 °C et le cumul annuel moyen de précipitations est de 974,6 mm,. Pour l'avenir, les paramètres climatiques de la commune estimés pour 2050 selon différents scénarios d’émission de gaz à effet de serre sont consultables sur un site dédié publié par Météo-France en novembre 2022.

### Milieux naturels et biodiversité
L’inventaire des zones naturelles d'intérêt écologique, faunistique et floristique (ZNIEFF) a pour objectif de réaliser une couverture des zones les plus intéressantes sur le plan écologique, essentiellement dans la perspective d’améliorer la connaissance du patrimoine naturel national et de fournir aux différents décideurs un outil d’aide à la prise en compte de l’environnement dans l’aménagement du territoire.
Une ZNIEFF de type 1 est recensée sur la commune :
le « Gardon d'Anduze et Gardon » (461 ha), couvrant 11 communes du département et une ZNIEFF de type 2, : 
la « vallée moyenne des Gardons » (1 848 ha), couvrant 24 communes du département.

Carte des ZNIEFF de type 1 et 2 à Massanes.
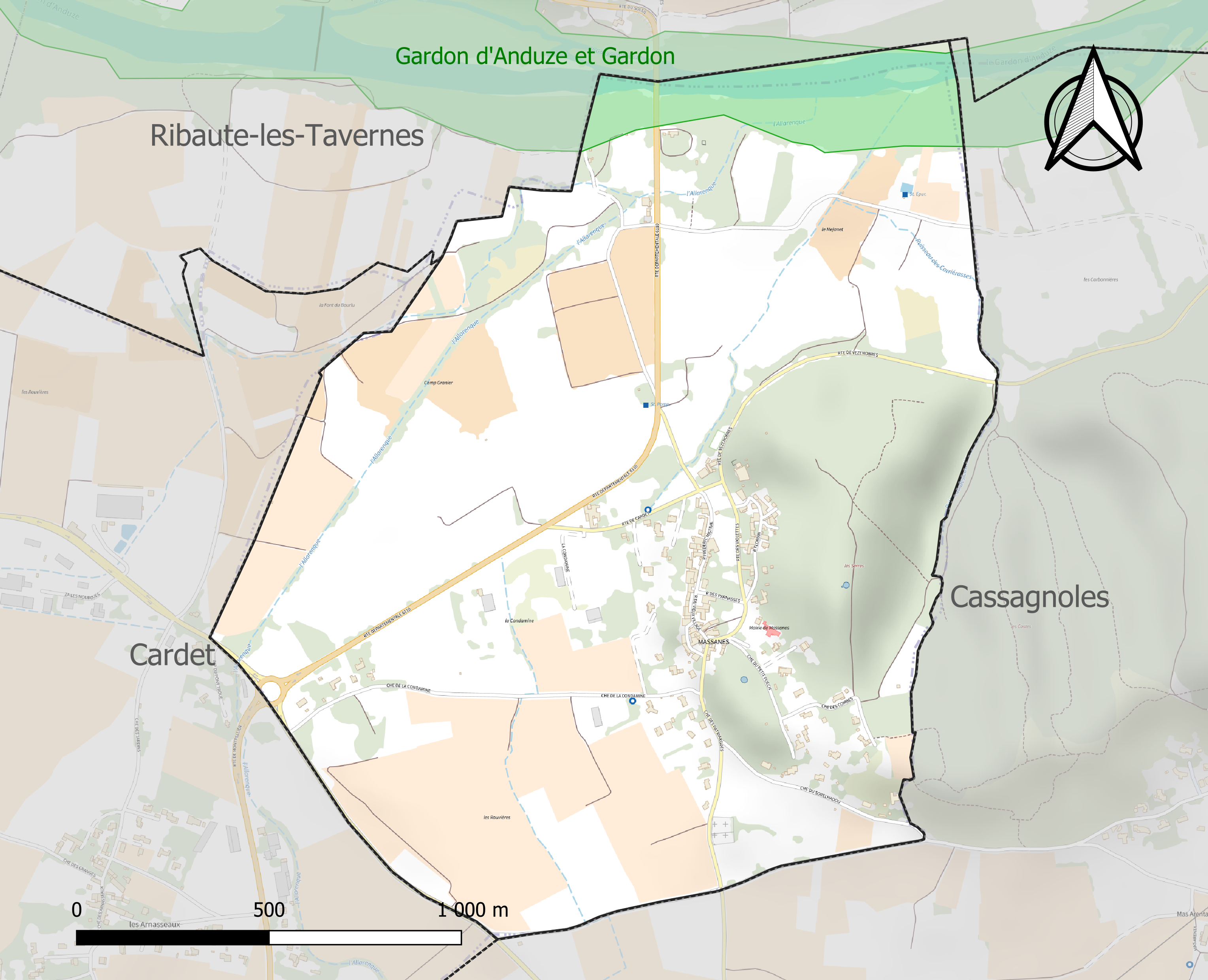
Carte de la ZNIEFF de type 1 sur la commune.
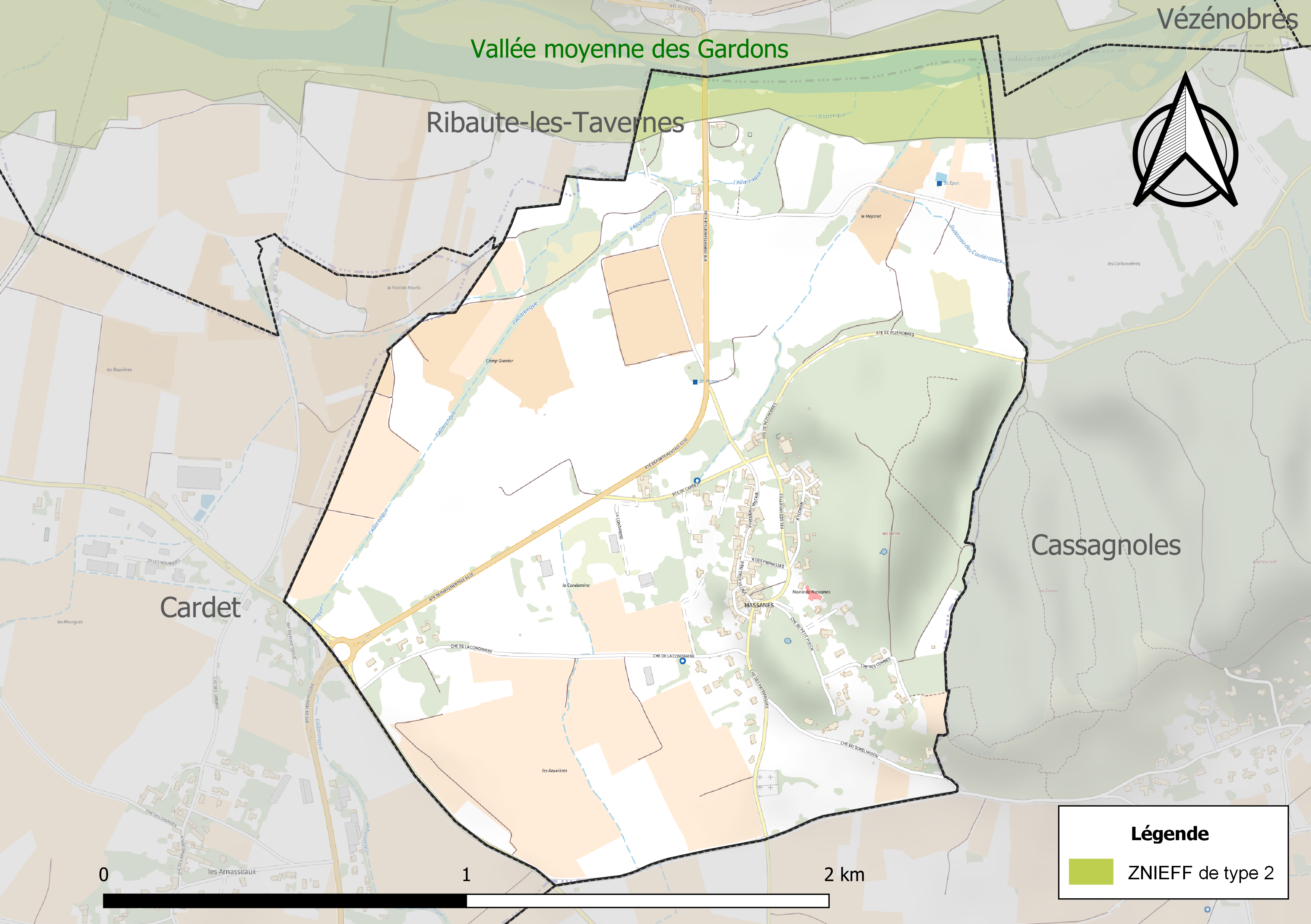
Carte de la ZNIEFF de type 2 sur la commune.

## Urbanisme

### Typologie
Au 1er janvier 2024, Massanes est catégorisée commune rurale à habitat dispersé, selon la nouvelle grille communale de densité à sept niveaux définie par l'Insee en 2022.
Elle est située hors unité urbaine. Par ailleurs la commune fait partie de l'aire d'attraction d'Alès, dont elle est une commune de la couronne,. Cette aire, qui regroupe 64 communes, est catégorisée dans les aires de 50 000 à moins de 200 000 habitants,.

### Occupation des sols
L'occupation des sols de la commune, telle qu'elle ressort de la base de données européenne d’occupation biophysique des sols Corine Land Cover (CLC), est marquée par l'importance des territoires agricoles (60,2 % en 2018), en diminution par rapport à 1990 (73,4 %). La répartition détaillée en 2018 est la suivante : 
zones agricoles hétérogènes (38,2 %), cultures permanentes (22 %), zones urbanisées (18,4 %), forêts (11,6 %), milieux à végétation arbustive et/ou herbacée (9,8 %). L'évolution de l’occupation des sols de la commune et de ses infrastructures peut être observée sur les différentes représentations cartographiques du territoire : la carte de Cassini (XVIIIe siècle), la carte d'état-major (1820-1866) et les cartes ou photos aériennes de l'IGN pour la période actuelle (1950 à aujourd'hui).

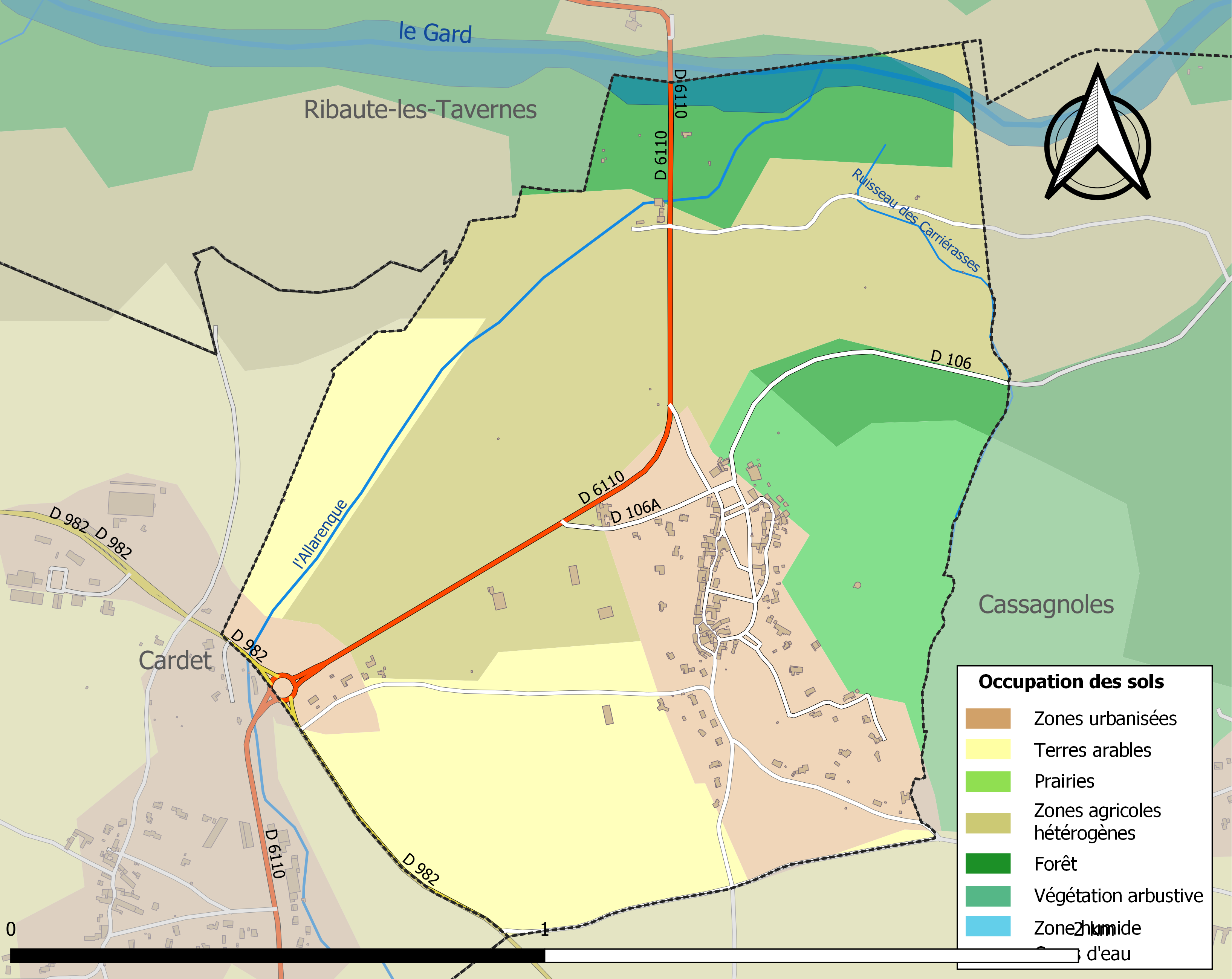
Carte des infrastructures et de l'occupation des sols de la commune en 2018 (CLC).

### Risques majeurs
Le territoire de la commune de Massanes est vulnérable à différents aléas naturels : météorologiques (tempête, orage, neige, grand froid, canicule ou sécheresse), inondations, feux de forêts, mouvements de terrains et séisme (sismicité faible). Il est également exposé à deux risques technologiques,  le transport de matières dangereuses et la rupture d'un barrage. Un site publié par le BRGM permet d'évaluer simplement et rapidement les risques d'un bien localisé soit par son adresse soit par le numéro de sa parcelle.

#### Risques naturels
Certaines parties du territoire communal sont susceptibles d’être affectées par le risque d’inondation par débordement de cours d'eau et par une crue torrentielle ou à montée rapide de cours d'eau, notamment le Gard. La commune a été reconnue en état de catastrophe naturelle au titre des dommages causés par les inondations et coulées de boue survenues en 1982, 1993, 1995, 2001, 2002, 2005 et 2010,.

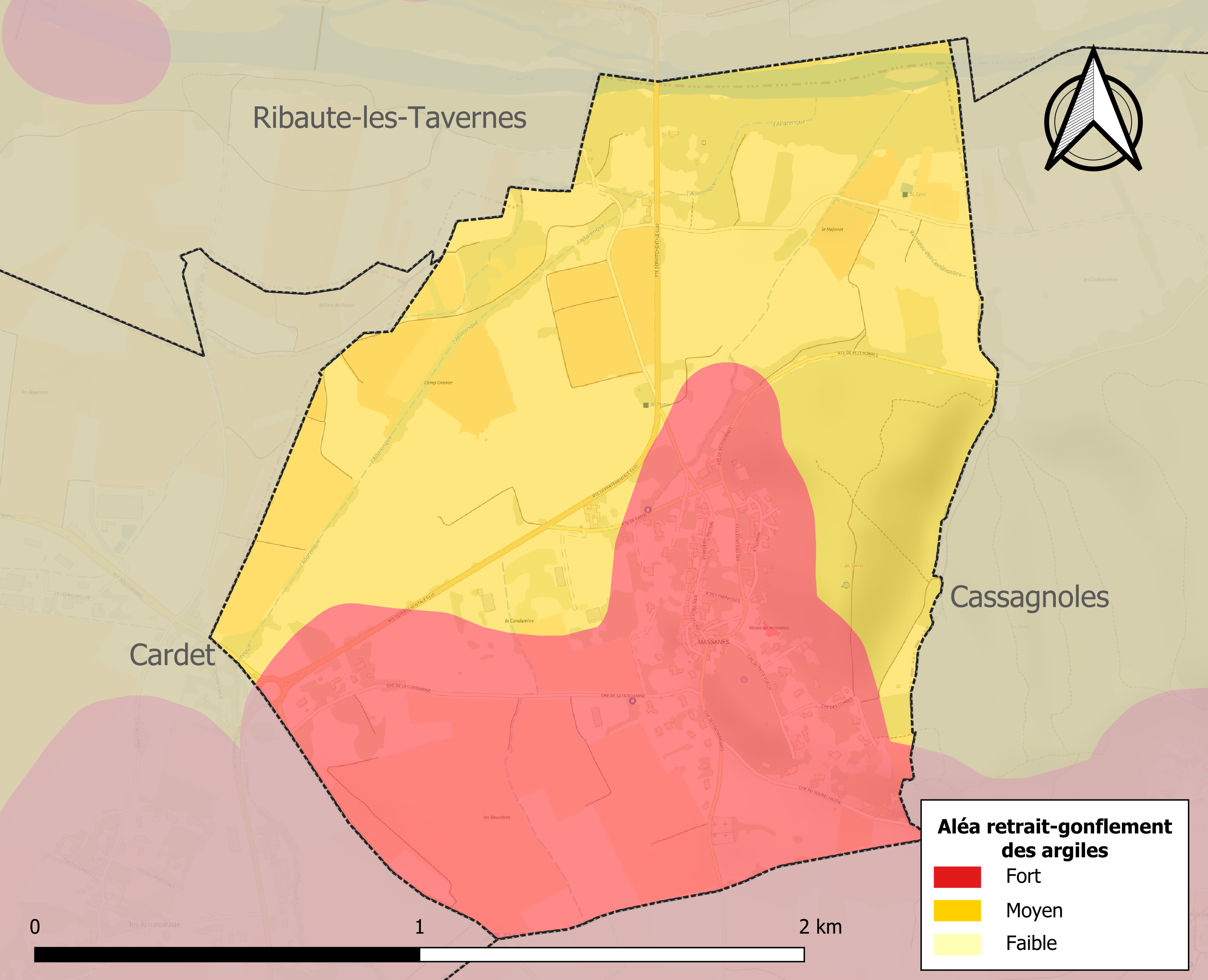
Carte des zones d'aléa retrait-gonflement des sols argileux de Massanes.

La commune est vulnérable au risque de mouvements de terrains constitué principalement du retrait-gonflement des sols argileux. Cet aléa est susceptible d'engendrer des dommages importants aux bâtiments en cas d’alternance de périodes de sécheresse et de pluie. La totalité de la commune est en aléa moyen ou fort (67,5 % au niveau départemental et 48,5 % au niveau national). Sur les 88 bâtiments dénombrés sur la commune en 2019, 88 sont en aléa moyen ou fort, soit 100 %, à comparer aux 90 % au niveau départemental et 54 % au niveau national. Une cartographie de l'exposition du territoire national au retrait gonflement des sols argileux est disponible sur le site du BRGM,.
Par ailleurs, afin de mieux appréhender le risque d’affaissement de terrain, l'inventaire national des cavités souterraines permet de localiser celles situées sur la commune.

#### Risques technologiques
Le risque de transport de matières dangereuses sur la commune est lié à sa traversée par des infrastructures routières ou ferroviaires importantes ou la présence d'une canalisation de transport d'hydrocarbures. Un accident se produisant sur de telles infrastructures est en effet susceptible d’avoir des effets graves au bâti ou aux personnes jusqu’à 350 m, selon la nature du matériau transporté. Des dispositions d’urbanisme peuvent être préconisées en conséquence.
La commune est en outre située en aval du barrage de Sainte-Cécile-d'Andorge, un ouvrage de classe A doté d'un PPI. À ce titre elle est susceptible d’être touchée par l’onde de submersion consécutive à la rupture de cet ouvrage.

## Toponymie
Provençal Massano, du bas latin Massanæ, Marzanicus.

## Histoire

### Moyen Âge
Le village est mentionné Villa que vocant Marzanicus en 1038 dans le cartulaire du chapitre cathédral de Notre-Dame de Nîmes.

## Politique et administration

### Liste des maires
| Période                                  | Période | Identité                                          | Étiquette | Qualité                     |
| ---------------------------------------- | ------- | ------------------------------------------------- | --------- | --------------------------- |
| 1792                                     | 1796    | Daniel Franc                                      |           |                             |
| 1796                                     | 1798    | Pierre Féline                                     |           |                             |
| 1798                                     | 1800    | Élie Franc                                        |           |                             |
| 1800                                     | 1804    | Marc-Antoine Randon                               |           |                             |
| 1804                                     | 1821    | Élie Franc                                        |           |                             |
| 1821                                     | 1833    | Élie Randon                                       |           |                             |
| 1833                                     | 1843    | François Lauriol                                  |           |                             |
| 1843                                     | 1859    | Élie Randon                                       |           |                             |
| 1859                                     | 1915    | Alfred Jules Franc                                |           |                             |
| 1915                                     | 1919    | César Féline (adjoint remplaçant le maire décédé) |           |                             |
| 1919                                     | 1925    | Numa Boissier                                     |           |                             |
| 1925                                     | 1929    | Numa Rieu                                         |           |                             |
| 1929                                     | 1942    | Émile Félix Lauze                                 |           |                             |
| 1942                                     | 1945    | Fernand Fontanieu                                 |           |                             |
| 1945                                     | 1959    | Émile-Julien Lauze                                |           |                             |
| 1959                                     | 1965    | Jean Daude                                        |           |                             |
| 1965                                     | 1978    | Adrien Brès                                       |           |                             |
| 1978                                     | 1989    | Raymond Milhaud                                   |           |                             |
| 1989                                     | 2001    | Jean Fontanieu                                    |           |                             |
| 2001                                     | 2020    | Josette Cruvellier                                | DVD       | Retraitée Fonction publique |
| Les données manquantes sont à compléter. |         |                                                   |           |                             |

## Population et société

### Démographie
L'évolution du nombre d'habitants est connue à travers les recensements de la population effectués dans la commune depuis 1793. Pour les communes de moins de 10 000 habitants, une enquête de recensement portant sur toute la population est réalisée tous les cinq ans, les populations de référence des années intermédiaires étant quant à elles estimées par interpolation ou extrapolation. Pour la commune, le premier recensement exhaustif entrant dans le cadre du nouveau dispositif a été réalisé en 2008.

En 2022, la commune comptait 195 habitants, en évolution de +0,52 % par rapport à 2016 (Gard : +2,97 %, France hors Mayotte : +2,11 %).
| 1793 | 1800 | 1806 | 1821 | 1831 | 1836 | 1841 | 1846 | 1851 |
| ---- | ---- | ---- | ---- | ---- | ---- | ---- | ---- | ---- |
| 126  | 131  | 131  | 147  | 161  | 166  | 163  | 191  | 181  |

| 1856 | 1861 | 1866 | 1872 | 1876 | 1881 | 1886 | 1891 | 1896 |
| ---- | ---- | ---- | ---- | ---- | ---- | ---- | ---- | ---- |
| 174  | 171  | 171  | 159  | 150  | 138  | 122  | 137  | 127  |

| 1901 | 1906 | 1911 | 1921 | 1926 | 1931 | 1936 | 1946 | 1954 |
| ---- | ---- | ---- | ---- | ---- | ---- | ---- | ---- | ---- |
| 133  | 136  | 124  | 134  | 134  | 131  | 128  | 141  | 130  |

| 1962 | 1968 | 1975 | 1982 | 1990 | 1999 | 2006 | 2008 | 2013 |
| ---- | ---- | ---- | ---- | ---- | ---- | ---- | ---- | ---- |
| 150  | 142  | 118  | 128  | 171  | 137  | 169  | 178  | 193  |

| 2018 | 2022 | - | - | - | - | - | - | - |
| ---- | ---- | - | - | - | - | - | - | - |
| 194  | 195  | - | - | - | - | - | - | - |

## Économie

### Revenus
En 2018  (données Insee publiées en septembre 2021), la commune compte 78 ménages fiscaux, regroupant 185 personnes. La médiane du revenu disponible par unité de consommation est de 20 000 € (20 020 € dans le département).

### Emploi
|                | 2008   | 2013 | 2018  |
| -------------- | ------ | ---- | ----- |
| Commune        | 9,4 %  | 7 %  | 9,6 % |
| Département    | 10,6 % | 12 % | 12 %  |
| France entière | 8,3 %  | 10 % | 10 %  |

En 2018, la population âgée de 15 à 64 ans s'élève à 125 personnes, parmi lesquelles on compte 77,6 % d'actifs (68 % ayant un emploi et 9,6 % de chômeurs) et 22,4 % d'inactifs,. En  2018, le taux de chômage communal (au sens du recensement) des 15-64 ans est inférieur à celui de la France et du département, alors qu'en 2008 il était supérieur à celui de la France.
La commune fait partie de la couronne de l'aire d'attraction d'Alès, du fait qu'au moins 15 % des actifs travaillent dans le pôle,. Elle compte 40 emplois en 2018, contre 32 en 2013 et 37 en 2008. Le nombre d'actifs ayant un emploi résidant dans la commune est de 86, soit un indicateur de concentration d'emploi de 46,5 % et un taux d'activité parmi les 15 ans ou plus de 59,8 %.
Sur ces 86 actifs de 15 ans ou plus ayant un emploi, 18 travaillent dans la commune, soit 21 % des habitants. Pour se rendre au travail, 87,2 % des habitants utilisent un véhicule personnel ou de fonction à quatre roues, 3,5 % les transports en commun, 2,4 % s'y rendent en deux-roues, à vélo ou à pied et 7 % n'ont pas besoin de transport (travail au domicile).

### Activités hors agriculture
18 établissements sont implantés  à Massanes au 31 décembre 2019.
Le secteur du commerce de gros et de détail, des transports, de l'hébergement et de la restauration est prépondérant sur la commune puisqu'il représente 27,8 % du nombre total d'établissements de la commune (5 sur les 18 entreprises implantées  à Massanes), contre 30 % au niveau départemental.

### Agriculture
|               | 1988 | 2000 | 2010 | 2020 |
| ------------- | ---- | ---- | ---- | ---- |
| Exploitations | 12   | 12   | 9    | 7    |
| SAU (ha)      | 127  | 125  | 107  | 76   |

La commune est dans les Garrigues, une petite région agricole occupant le centre du département du Gard. En 2020, l'orientation technico-économique de l'agriculture  sur la commune est la viticulture. Sept exploitations agricoles ayant leur siège dans la commune sont dénombrées lors du recensement agricole de 2020 (12 en 1988). La superficie agricole utilisée est de 76 ha,,.

## Culture locale et patrimoine

### Édifices civils
- Château reconstruit au XVIIIe siècle, sous Louis XV, par Elie Randon de Massanes (1701-1771) conseiller secrétaire du roi, maison couronne de France et de ses finances, receveur général des finances de Poitou et son épouse  Marie Louise de Pons. Ils auront comme enfants :- Jean Antoine Randon d’Haneucourt, époux de  Marguerite Renée Hélène Félicité Le Metayer de La Haye- Lecomte,   -Louise Adélaïde Randon de Massanes,  épouse de  Michel Étienne Le Peletier, comte  de Saint Fargeau, -Pierre Louis Paul Randon de Lucenay, époux de  Marie Élisabeth Desbrest. En 1806, le château appartient à une branche cadette représentée par Marc Antoine Randon, né à Anduze, puis, en 1818 par son neveu Elie Randon, négociant, protestant, né Saint Hippolyte du Fort.
- Fontaine d'Estelle et Némorin (prénom du fils d'Elie Randon, né à Massanes en 1808).

### Édifices religieux
- Église de Massanes[29].

### Personnalités liées à la commune
Le fabuliste Jean-Pierre Claris de Florian y séjourna souvent et y situa le cadre de son roman Estelle et Némorin.

## Héraldique
| Blason de Massanes (Gard) | Blason  | D’azur, à un chevron d’or, accompagné en chef de deux gerbes de même et en pointe d’un rocher d’argent. |
| Blason de Massanes (Gard) | Détails | Le statut officiel du blason reste à déterminer.                                                        |